# (352148) Tarcisiozani
(352148) Tarcisiozani est un astéroïde de la ceinture principale.

## Description
(352148) Tarcisiozani est un astéroïde de la ceinture principale. Il fut découvert le 4 août 2007 à Lumezzane par Marco Micheli et Gian Paolo Pizzetti. Il présente une orbite caractérisée par un demi-grand axe de 2,68 UA, une excentricité de 0,27 et une inclinaison de 3,8° par rapport à l'écliptique.

## Compléments